# Châteauneuf (Loira)
Châteauneuf è un comune francese di 1 484 abitanti situato nel dipartimento della Loira della regione dell'Alvernia-Rodano-Alpi.

## Società

### Evoluzione demografica
Abitanti censiti